# Isdhoo
Isdhoo (en dhivehi: އިސްދޫ)  es una de las islas habitadas del atolón Haddhunmathi, una división Administrativa de Laamu. 
Esta isla tiene importantes ruinas de la histórica era budista de Maldivas.  Estas ruinas son una de las mayores stupas encontradas hasta ahora en las Maldivas.
Posee una superficie de 293,67 hectáreas, con 4.370 metros de largo por 1.525 metros de ancho, con una población estimada en 2.042 personas.